# Yūhei Marumoto
Yūhei Marumoto (japanisch 丸本 侑平 Marumoto Yūhei; * 21. Mai 1991 in der Präfektur Fukuoka) ist ein ehemaliger japanischer Fußballspieler.

## Karriere
Marumoto erlernte das Fußballspielen in der Schulmannschaft der Tokai University Daigo High School und der Universitätsmannschaft der Ryūtsū-Keizai-Universität. Seinen ersten Vertrag unterschrieb er 2014 bei Fujieda MYFC. Der Verein spielte in der dritthöchsten Liga des Landes, der J3 League. Für den Verein absolvierte er 23 Ligaspiele. Ende 2014 beendete er seine Karriere als Fußballspieler.